# Estátua de Santa Rita de Cássia
Estátua de Santa Rita de Cássia
A Estátua de Santa Rita de Cássia está localizada nas proximidades da BR-226 no município de Santa Cruz no estado brasileiro do Rio Grande do Norte. 

## Histórico
Os fundadores da cidade construíram a primeira capela em homenagem à Santa Rita de Cássia em 1825 e desde então ela é padroeira da cidade. 
Ao longo dos anos, a igreja passou por várias reformas e reconstruções, em especial pela grande reforma na década de 1950, tendo sido feita a demolição da antiga capela, dando lugar à atual Igreja Matriz, cuja estrutura foi concluída em 1965. Em 2020, ocorreu a última grande intervenção arquitetônica, com a instalação de uma cúpula que elevou a altura da torre principal para 47 metros.
Em novembro de 2007, no Monte Carmelo, teve início a construção de uma estátua dedicada à padroeira do município. As obras custaram mais de R$ 6 milhões, com recursos municipais, estaduais e federais, e foram concluídas em 2010, sendo sua inauguração no dia 26 de junho. A escultura tem 56 metros de altura, incluindo o pedestal, sendo a estátua católica mais alta do planeta.
A estátua faz parte do Santuário de Santa Rita de Cássia, administrado pela Paróquia de Santa Rita de Cássia, na Arquidiocese de Natal. Com a construção desse ponto turístico a cidade tornou-se mais conhecida e assim atrai cada vez mais turistas. Anualmente, em 22 de maio, dia de Santa Rita de Cássia, mais de 60 mil pessoas costumam vir para a cidade em peregrinação.

## Estátua
A imagem tem um resplendor de 8 metros, com o corpo da Santa em concreto de 42 metros, sobre um pedestal de 6 metros, totalizando 56 metros. A estátua é significativamente maior que o Cristo Redentor, no Rio de Janeiro, que mede 38 m (incluindo o pedestal), maior que Estátua de São Francisco em Canindé no estado do Ceará, que mede 30,25 m e também maior que o Cristo de la Concordia, na Bolívia, que mede 40,44 (incluindo o pedestal).
É a maior estátua católica do mundo cuja estrutura é suportada por uma parede de concreto com apenas 8 cm de espessura em toda a sua extensão. A construção foi iniciada em novembro de 2007 e custou mais de R$ 6 milhões. A inauguração do monumento foi em 26 de junho de 2010. 

## Festa
A festa de Santa Rita de Cássia ocorre entre os dias 13 e 22 de maio, Dia de Santa Rita de Cássia, quando a festa é encerrada com uma programação especial, celebrada pelo arcebispo de Natal.
Durante o período, a festa contempla uma programação com corridas, shows musicais, passeios de bicicleta e cavalgadas, além de missas e procissões.
Em 12 de outubro, é realizada a Romaria da Gratidão, segunda maior romaria do ano no município.

## Teleférico
Após a inauguração do Santuário, o Governo do Rio Grande do Norte projetou a construção de um teleférico ligando a Igreja Matriz de Santa Cruz ao Santuário de Santa Rita de Cássia. O valor da obra é orçado em 12,6 milhões de reais com iniciativas do poder executivo estadual e federal. As obras tiveram início em 2014.
Em maio de 2025, ainda estava em obras.

Panorama Santuário Santa Rita de Cássia, Santa Cruz-RN